# Saint-Maurice-de-Cazevieille
Saint-Maurice-de-Cazevieille é uma comuna francesa na região administrativa de Occitânia, no departamento de Gard. Estende-se por uma área de 13,15 km². Em 2010 a comuna tinha 749 habitantes (densidade: 57 hab./km²).